# Janie Allan
Jane (Janie) Allan (* 28. März 1868 in Glasgow; † 29. April 1968 in Spean Bridge, Highlands) war eine schottisch-britische Suffragette und Fundraiserin für die Frauenwahlrechtsbewegung.

## Leben
Allan wurde als Tochter von Jane Smith und Alexander Allan geboren, die einer wohlhabenden Glasgower Familie angehörten, der die Reederei Allan Line gehörte. Ihr Großvater, Alexander Allan, gründete das Unternehmen 1819, und als ihr Vater – der jüngste der fünf Söhne von Alexander Allan – die Leitung der Glasgower Geschäfte übernahm, verfügte die Reederei bereits über zahlreiche Schiffe, zusätzliche Büros in Liverpool und Montreal und hatte der Cunard Line den Nordamerika-Vertrag der Royal Mail weggenommen. Allans Bruder, Robert S. Allan, war später Teilhaber der Allan Line.
Wie viele in ihrer Familie vertrat Allan sozialistische politische Ansichten und setzte sich für die Armen der Stadt ein. Sie war früh Mitglied der Independent Labour Party (ILP) und gab eine Kolumne über Frauenwahlrechtsthemen für die schottische sozialistische Zeitung Forward heraus.
Im Mai 1902 war Allan maßgeblich an der Neugründung des Glasgower Zweigs der National Society for Women's Suffrage als Glasgow and West of Scotland Association for Women's Suffrage (GWSAWS) beteiligt und war Mitglied des Vorstands.  Sie war eine bedeutende finanzielle Unterstützerin, und als eine der Vizepräsidentinnen der GWSAWS nahm sie 1903 einen Platz im Ausschuss der National Union of Women’s Suffrage Societies (NUWSS) ein, um die Vereinigung nach deren Beitritt zu vertreten.
1906 war Allan unter den Zuhörern, als Teresa Billington-Greig durch Schottland tourte, obwohl die GWSAWS selbst es ablehnte, Billington zu einem Vortrag einzuladen. Im Dezember desselben Jahres besuchte sie einen Vortrag von Helen Fraser, die die kämpferischeren Grundsätze der neu gegründeten Women’s Social and Political Union (WSPU) vorstellte. 1907 trat Allan aus Sorge darüber, dass der Ansatz der GWSAWS nicht effektiv sein könnte, aus dem Vorstand aus und schloss sich der WSPU an, wobei sie bis 1909 Mitglied der GWSAWS blieb.
In den folgenden Jahren stellte Allan der WSPU mindestens 350 Pfund (in heutigem Wert um die 40.000 Euro) zur Verfügung. Sie unterstützte auch die Women’s Freedom League (WFL) nach deren Abspaltung von der WSPU. Neben ihren finanziellen Beiträgen beteiligte sich Allan auch aktiv an den militanten Aktivitäten der WSPU.
Anfang März 1912 beteiligte sich Allan zusammen mit über 100 anderen Frauen an einer Protestaktion in Form von Einschlagen von Schaufenstern im Zentrum Londons. Die Frauen verbargen große Steine und Hämmer unter ihren Röcken und zerstörten in einer koordinierten Aktion Schaufenster in der Regent Street, der Oxford Street und in der Umgebung. Anschließend warteten die Frauen geduldig und ruhig auf das Eintreffen der Polizei. Während dadurch die Aufmerksamkeit der Polizei gebunden war, gelang es Emmeline Pankhurst und drei anderen, nahe genug an 10 Downing Street heranzukommen, um auch dort Steine durch vier der Fenster zu werfen. In der Folge wurde Allan zusammen mit vielen ihrer Mitstreiterinnen verhaftet, vor Gericht gestellt und zu vier Monaten Haft im Holloway Prison verurteilt.
Ihre Inhaftierung wurde weithin bekannt gemacht, und mehr als 10.000 Menschen aus Glasgow unterzeichneten eine Petition, um für ihre Freiheit zu protestieren. Ihre Mitstreiterin Margaret McPhun, die 1912 selbst für zwei Monate in Holloway inhaftiert war, nachdem sie ein Fenster eines Regierungsbüros eingeschlagen hatte, verfasste ein Gedicht mit dem Titel To A Fellow Prisoner (Miss Janie Allan), das in die Sammlung Holloway Jingles aufgenommen wurde, die später im selben Jahr vom Glasgower Zweig der WSPU veröffentlicht wurde.
Während ihrer Haft nutzte Allan ihre privilegierte Stellung, um den Komfort der Häftlinge zu verbessern, und verteilte unter anderem Süßigkeiten und Obst an ihre Mitstreiterinnen. Zwei Monate nach ihrer Verurteilung verbarrikadierte sie die Tür zu ihrer Zelle, und Berichten zufolge brauchten drei Männer mit Werkzeugen etwa eine Dreiviertelstunde, um in den Raum einzubrechen. Nach dieser Aktion trat Allan in einen Hungerstreik und wurde eine Woche lang zwangsernährt. Die Zwangsernährung war eine vergewaltigende Tortur und in einem späteren Brief an eine Freundin schrieb Allan: „Ich habe mich überhaupt nicht gewehrt […] aber die Auswirkungen auf meine Gesundheit waren äußerst katastrophal. Ich bin eine sehr starke Frau und habe ein absolut gesundes Herz und eine gesunde Lunge, aber erst nach fünf Monaten war ich wieder in der Lage, mich zu bewegen oder mich wieder in meiner gewohnten Gesundheit zu fühlen – die Nerven meines Herzens waren geschädigt und ich war zu keiner Anstrengung fähig […] Es kann kein Zweifel daran bestehen, dass sie einfach die Gesundheit ruiniert.“ Als im Februar 1914 auch in Schottland die Zwangsernährung eingeführt wurde, nachdem Ethel Moorhead inhaftiert worden war, weil sie sich der Verhaftung wegen „verdächtigem Verhalten“ in der Nähe von Traquair House gewaltsam widersetzt hatte, war Allan maßgeblich an der Kampagne gegen diese Maßnahme beteiligt. Sie protestierte nicht nur öffentlich, sondern traf auch mit dem Medical Prison Commissioner, James Devon, zusammen, um sich gegen die Anwendung einer Methode auszusprechen, die ihrer Ansicht nach „die Gesundheit einer Frau dauerhaft schädigen kann“. Im Juni desselben Jahres schrieb Allan an die Gefängnisbehörden, dass der Brand der Whitekirk Parish Church in der Nähe von Edinburgh auf die Behandlung von Moorhead zurückzuführen sei, und wenn andere Suffragetten in Perth, Arabella Scott und eine Frances Gordon zwangsernährt würden, würden beim bevorstehenden königlichen Besuch in Schottland katastrophale Proteste drohen. Und im Juli intervenierte Allan erneut auf höchster Ebene, um Frances Parker nach ihrer Inhaftierung wegen versuchter Brandstiftung am Burns Cottage zu unterstützen.
Allan wurde 1913 erneut vor Gericht gestellt. Zusätzlich zu ihren direkten Aktionen als Suffragette engagierte sie sich in der Women's Tax Resistance League, die die Ansicht vertrat, dass Frauen, da sie nicht wählen konnten und daher nicht im Parlament vertreten waren, auch nicht besteuert werden sollten. Diese Überzeugungen führten dazu, dass sie sich weigerte, für das im April 1912 endende Haushaltsjahr die Sondersteuer aus dem People's Budget auf ihr Einkommen und ihre Investitionen zu zahlen. Bei ihrer Verhandlung am 1. März 1913 verteidigte sich Allan und argumentierte, dass Frauen, da sie nach dem Representation of the People Act 1884 nicht als „Personen“ gälten, auch nach dem Finance Act nicht als „Personen“ betrachtet werden sollten. Der Richter, William James Cullen, entschied gegen sie und stellte fest, dass „die Auslegung dieser [Steuer-]Gesetze eindeutig ergibt, dass Frauen nicht von ihrem Anwendungsbereich ausgeschlossen sind“.
Anfang 1914 war Allan zu einer der wichtigsten Organisatorinnen der WSPU in Westschottland mit Sitz in Glasgow geworden. Am 9. März 1914 sollte Emmeline Pankhurst, die nationale WSPU-Führerin, in den St Andrew’s Halls der Stadt eine öffentliche Rede halten, und Allan war anwesend. Ethel Moorhead äußerte, dass Allan durch „her height, beauty and quietness“ auffiel.  Die Veranstaltung fand statt, als Pankhurst gerade aus dem Gefängnis entlassen worden war, und zwar nach den Bestimmungen des neuen so genannten Cat-and-Mouse-Act, das die Regierung als Reaktion auf die Hungerstreiks der Suffragetten eingeführt hatte. Nach diesem Gesetz sollte Pankhurst, sobald sie wieder nach einem Hungerstreik bei voller Gesundheit war, erneut verhaftet und inhaftiert werden. Die Polizei von Glasgow beschloss, die Gelegenheit der öffentlichen Ansprache zu nutzen, um die Verhaftung durchzuführen. Die WSPU-Aktivisten kamen ihrer Aktion jedoch zuvor und verstärkten die Sicherheitsvorkehrungen für ihre Anführerin, indem sie ihre Bewegungen streng geheim hielten und eine verdeckte Stacheldrahtbarriere vor der Bühne errichteten. Kurz nach Pankhursts Rede stürmten rund 160 Polizisten den Saal und begannen, sich auf die Bühne zu bewegen. Sie wurden mit Stühlen und Blumentöpfen beworfen, und schon bald kam es zu Schlägereien zwischen der Polizei und den Zuhörerinnen. Während des Aufruhrs zog eine der anwesenden Frauen einen Revolver und feuerte mehrere Platzpatronen in Richtung der Decke ab. Die Polizei versuchte, sie festzunehmen, aber es gelang ihr, sich dem Zugriff der Polizei zu entziehen und zu entkommen. Obwohl sie damals nicht eindeutig identifiziert werden konnte, gibt es Hinweise, dass Allan die Frau mit dem Revolver war. Sie versuchte danach sechs Monate lang vergeblich, eine öffentliche Untersuchung des Verhaltens der Polizei zu erreichen.
Bei Ausbruch des Ersten Weltkriegs im Jahr 1914 schlossen Regierung und WSPU eine Stillhalteabkommen. Allan spendete den Ärztinnen Flora Murray und Louisa Garrett Anderson eine große Geldsumme, die die Gründung des Women’s Hospital Corps ermöglichte.
Im Jahr 1923 führte sie den Vorsitz des Women’s Watch Committee, das weiterhin über die Haltung der Behörden gegenüber Frauen berichtete, und sie engagierte sich 20 Jahre lang im Scottish Council for Women’s Trades.
Allan starb im April 1968 in ihrem Haus in Invergloy in der Nähe von Spean Bridge in den schottischen Highlands, einen Monat nach ihrem hundertsten Geburtstag.